# Ratoncitos
Ratoncitos es el nombre del tercer álbum de estudio de la serie de televisión 31 minutos.
Dentro de su repertorio musical, incluye una versión del tema Mala (del disco anterior) interpretado por Buddy Richard y un bonustrack que en un inicio venía incluido en un mini disco adicional al CD principal, sin embargo en las ediciones posteriores se encuentra en el track 31 como una pista oculta.

## Historia
El disco cuenta con la colaboración del músico chileno Ángelo Pierattini, aunque sigue teniendo de productores a Álvaro Díaz y Pablo Ilabaca.
Sigue la fórmula de sus antecesores; cuenta con 31 pistas, diálogos de la tercera temporada del show, intercalados por instrumentales y las canciones del segmento Ranking Top. Su primera edición fue editada por el sello La Oreja bajo la producción de Héctor Sanchez. Esta incluyó un mini disco con la grabación de un tema inédito de la serie; Grandes muertos de la música reviven en los Ratoncitos es una parodia de múltiples canciones de artistas chilenos.Es editado bajo el sello EMI Music México el año 2007, y formó parte del boxset descatalogado 31 minutos: obras completas. Posteriormente es reeditado en Feria Music el año 2012, y por segunda vez en Aplaplac alrededor del año 2014.

## Lista de canciones
| Ratoncitos |                                                |                                                                       |                                 |                                     |          |  |
| N.º        | Título                                         | Letras                                                                | Música                          | Escritor(es)                        | Duración |  |
| 1.         | «Wipiti Wopiti»                                |                                                                       |                                 | Bruja Gonzales                      | 0:08     |  |
| 2.         | «Ratoncitos»                                   | Daniel Castro                                                         | Pablo Ilabaca Angelo Pierattini | Ratoncitos                          | 1:20     |  |
| 3.         | «Hermoso y desconocido»                        | Rodrigo Salinas                                                       | Pablo Ilabaca                   | Mario Hugo                          | 0:33     |  |
| 4.         | «Los ratones»                                  |                                                                       |                                 | Los Ratones                         | 0:18     |  |
| 5.         | «Guácala»                                      | Daniel Castro                                                         | Pablo Ilabaca                   | Carmencita                          | 1:04     |  |
| 6.         | «Tu sangre»                                    |                                                                       |                                 |                                     | 0:14     |  |
| 7.         | «31 minutos de terror»                         |                                                                       |                                 | Pablo Ilabaca                       | 1:36     |  |
| 8.         | «La alcancía»                                  |                                                                       |                                 |                                     | 0:32     |  |
| 9.         | «La regla primordial»                          |                                                                       |                                 | Retrete Navarrete y los Bulliciosos | 2:45     |  |
| 10.        | «Si o no»                                      |                                                                       |                                 |                                     | 0:13     |  |
| 11.        | «Pic nic»                                      |                                                                       |                                 | Pablo Ilabaca                       | 0:47     |  |
| 12.        | «Pinocho»                                      |                                                                       |                                 |                                     | 0:10     |  |
| 13.        | «Cómete tus vegetales»                         |                                                                       |                                 | Flacosis                            | 1:41     |  |
| 14.        | «La longaniza humorista»                       |                                                                       |                                 |                                     | 0:14     |  |
| 15.        | «Mr. Guantecillo»                              | Rodrigo Salinas                                                       | Pablo Ilabaca                   | Hermanos Computadores de Paine      | 2:21     |  |
| 16.        | «Bodoque ve pasar los cactus»                  |                                                                       |                                 | Pablo Ilabaca                       | 0:19     |  |
| 17.        | «Pato Willy»                                   |                                                                       |                                 | Carlos Espinoza                     | 0:10     |  |
| 18.        | «Mangueratón»                                  |                                                                       |                                 |                                     | 0:19     |  |
| 19.        | «Parque de diversiones»                        | Álvaro Díaz                                                           | Pablo Ilabaca Ángelo Pierattini | Milton Ludovico                     | 2:36     |  |
| 20.        | «Patúbela»                                     |                                                                       |                                 | Pablo Ilabaca                       | 0:42     |  |
| 21.        | «Canción de la leña»                           |                                                                       |                                 | Juan Osvaldo                        | 1:06     |  |
| 22.        | «Dato duro»                                    |                                                                       |                                 | Pablo Ilabaca                       | 0:25     |  |
| 23.        | «Mi castillo de blanca arena con vista al mar» | Daniel Castro Álvaro Díaz Patricio Díaz Pedro Peirano Rodrigo Salinas | Pablo Ilabaca                   | Gary Gonzalez                       | 2:49     |  |
| 24.        | «Les juro que es verdad»                       |                                                                       |                                 | Huachimingo                         | 0:12     |  |
| 25.        | «Banquete de las moscas»                       |                                                                       |                                 | Pablo Ilabaca                       | 0:30     |  |
| 26.        | «Solo de batería del Tío Pelado»               |                                                                       |                                 |                                     | 0:06     |  |
| 27.        | «Aprendizaje»                                  |                                                                       |                                 | Charly García                       | 0:39     |  |
| 28.        | «Ríe»                                          | Daniel Castro Álvaro Díaz Patricio Díaz Pedro Peirano Rodrigo Salinas |                                 | Cucho Lambreta                      | 2:02     |  |
| 29.        | «Lo recuerdo muy bien»                         |                                                                       |                                 | Pablo Ilabaca                       | 0:11     |  |
| 30.        | «Yo nunca vi televisión»                       | Daniel Castro Álvaro Díaz Pedro Peirano Rodrigo Salinas               |                                 | Tulio y sus Amigos                  | 0:52     |  |
| 31.        | «Mala/Cielo»                                   | Daniel Castro Álvaro Díaz Patricio Díaz Rodrigo Salinas               | Bobby Hebb                      | Guaripolo Buddy Richard             | 7:09     |  |
| 34:03      |                                                |                                                                       |                                 |                                     |          |  |

## Carátula
Diseñada por Matias Iglesis, es una parodia a la portada del disco The Man-Machine del grupo Kraftwerk. En ella se ve a Tulio, Bodoque, Juanín, Policarpo y Mario Hugo vestidos de ratones en fila sobre un fondo rojo.

## Créditos

### Voces y músicos
- Pablo Ilabaca: Guitarras, teclados, bases, bajos, baterías, arreglos y voces.
- Pedro Peirano: Voz de Tulio Triviño y Milton Ludovico.
- Daniel Castro: Voz de Policarpo Avendaño, Huachimingo y Flacosis.
- Álvaro Díaz: Voz de Juan Carlos Bodoque, Gary González, Retrete Navarrete y toca guitarra de palo en «La Leña» y «Cómete tus Vegetales».
- Patricio Díaz: Voz de Guaripolo, Cucho Lambretta, Juan Osvaldo, Otis S. Castro y la Longaniza Humorista.
- Alejandra Dueñas: Voz de Patana, Carmencita, la Bruja González y coros.
- Rodrigo Salinas: Voz de Juanín Juan Harry, Mario Hugo, los Hermanos Computadores de Paine, el Presidente Oso, Carlitos Lechuga y toca guitarra de palo en Aprendizaje.
- Carlos Espinoza: guitarra, bajo, piano, teclados, programaciones, todos los instrumentos y arreglos en Yo nunca vi televisión, Los Ratones, Pato Willy y Mala.
- Buddy Richard: canta Mala.
- Fernando Solís: Voz del líder de Los Bulliciosos.
- Pablo Aguilar: canta Tu Sangre.
- Angelo Pierattini: guitarras y programaciones.
- Rodrigo Tapia: todos los instrumentos en Ríe y piano en Mangueratón.
- Raúl Silvestre: trombón en Mi castillo de blanca arena con vista al mar.

### Producción del disco
- Pablo Ilabaca: Producción musical.
- Álvaro Díaz: Producción musical.
- Juan Manuel Egaña: Producción Ejecutiva.
- Héctor Sanchez: Producción sello La Oreja.
- Carlos Espinoza: Grabación y mezcla en Aplaplac Record.
- Angelo Pierattini: Grabación en Estudios Alemania Oriental.
- Gonzalo González: Grabación en Estudios Robot Mutante.
- José Prado: Grabación en Solis Inc.
- Fernando Jaramillo: Grabación en Solis Inc.
- Joaquín García: Masterización en Filmsonido.
- Matías Iglesias: Diseño de carátula.